# Talaud (Sprache)
Talaud ist eine in Nordsulawesi auf den Talaud-Inseln gesprochene Sprache. Sie gehört zu den philippinischen Sprachen der malayo-polynesischen Sprachen innerhalb der austronesischen Sprachen.